# الوحدة 101
وحدة المغاوير 101 (بالعبرية: יחידה 101) كانت وحدة عمليات خاصة في الجيش الإسرائيلي، أسسها أرئيل شارون بأوامر من رئيس الوزراء ديفيد بن جوريون في أغسطس 1953. تسلح أفراد الوحدة بأسلحة غير قياسية وأوكل إليهم تنفيذ عمليات انتقامية على حدود إسرائيل.
تجند أعضاء الوحدة من الكيبوتسات الزراعية والموشاف فقط. وكانت العضوية عبر الدعوة حصرًا، كما وجب التصويت لقبول أي عضو جديد من جانب جميع الأعضاء الحاليين.
ضمت الوحدة إلى الكتيبة 89 في يناير 1954، بأوامر من موشيه دايان، رئيس الأركان. وتعد هذه الوحدة ذات تأثير ملحوظ على تطور وحدات المشاة في الجيش الإسرائيلي.
من عمليات الوحدة عملية السهم الأسود ومذبحة قبية.

## استشهادات
1. ↑  "الوحدة 101". مدار. مؤرشف من الأصل في 2020-10-14. اطلع عليه بتاريخ 2020-10-14.